# Bengal Express
De Bengal Express is een attractie in Bellewaerde. Het is een treintje dat rijdt in het India-gebied van het park.
Het werd in 1988 gebouwd door de firma Space Leisure. Tijdens de rondrit rijdt de bezoeker tussen leeuwen en tijgers. Hiervoor reden de safaritreintjes op de plaats waar tegenwoordig het palendorp ligt. Daar reed de trein in 1972 voor het eerst zijn rondjes.
Een ritje duurt tegenwoordig 14 minuten over een traject van 720 meter. De capaciteit bedraagt 680 personen per uur. Tijdens de rit wordt een bandje afgespeeld met info over de leeuwen en tijgers.

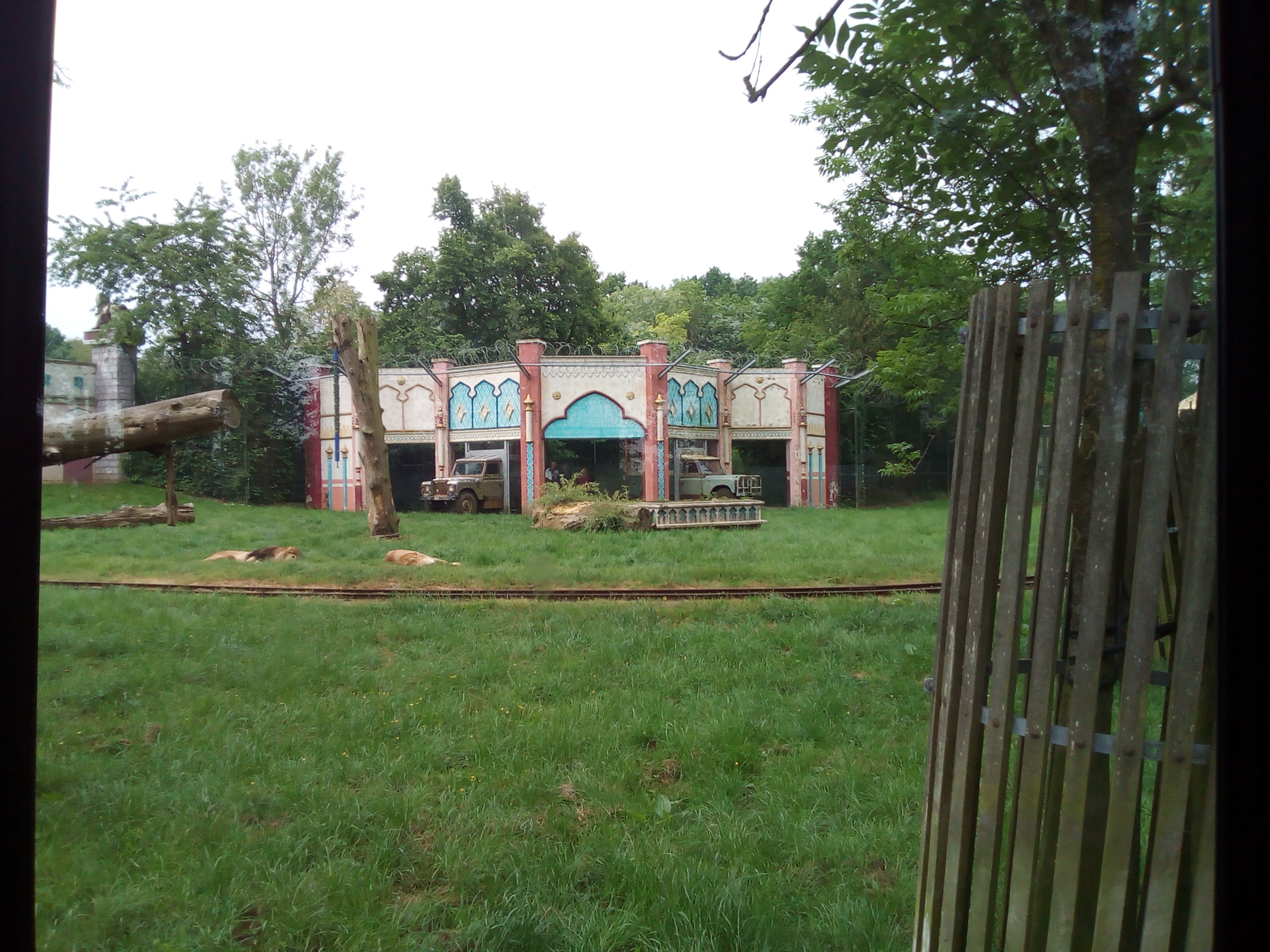
Leeuwen langs de rails van de Bengal Express.

Afbeeldingen